# 시크 연맹
미슬('평등'을 뜻하는 아랍어 مِثْل에서 유래, 미살로 표기하기도 함, 1748년 ~ 1799년), 또는 시크 연맹은 18세기 인도 아대륙 북부의 펀자브 지역에서 일어난 시크교 국가 12개의 연맹으로, 1738~1740년 나디르 샤의 인도 침공 이전 무굴 제국의 약화 원인 중 하나로 꼽힌다. 1799년 란지트 싱에 의해 시크 제국으로 통합되었다.

## 역사
샤 자한과 다른 무굴 통치자들의 박해를 견디기 위해 후대의 몇몇 시크교 구루들은 군대를 조직하여 무굴-시크 전쟁 초중기에 무굴 제국 및 힌두교 언덕의 족장들과 싸웠다.  반다 싱 바하두르는 구르다스 난갈 전투에서 패배할 때까지 무굴 제국에 대한 저항을 계속했다.
몇 년 동안 시크교도들은 정글과 히말라야 산기슭에서 피난처를 찾다가 자타로 알려진 군사 부대를 조직했다.
달 칼사 군대는 1733~1735년에 기존의 수많은 자타 민병대를 기반으로 설립되었으며, 타루나 달(청년 여단)과 부다 달(장로 여단)의 두 가지 주요 조직으로 구성되었다.
1748년 암리차르에서 열린 사르밧 칼사의 연례 디왈리 회의에서 구르마타가 통과되어 자타가 미슬이라는 새로운 조직으로 재편되었고, 기존의 다양한 자타에서 11개의 미슬과 달 칼사 지로 알려진 통합 군대가 결성되었다. 미슬에 대한 최종 지휘권은 자사 싱 알루왈리아에게 주어졌다.
미슬들은 스위스 모험가 앙투안 폴리에가 자연스러운 '귀족 공화국'으로 묘사한 연방을 형성했다. 미슬의 힘은 불평등했고, 각 미슬은 다른 미슬을 희생시키면서까지 영토를 확장하고 자원에 접근하려 했지만, 다른 국가와의 관계에서는 일치된 행동을 취했다. 미슬들은 암리차르에서 2년에 한 번씩 입법부인 사르바트 칼사 회의를 열었다.
1799년 12개의 미슬들은 연맹 체제에서 시크 제국으로 통합되었다.